# Якоби, Валерий Иванович
Вале́рий Ива́нович Яко́би, Яко́бий (рус. дореф. Валерій Ивановичъ Якобій; 3 [15] мая 1834, деревня Кудряково, Лаишевский уезд, Казанская губерния, Российская империя — 30 апреля [13 мая] 1902, Ницца, Франция) — русский живописец, представитель петербургского академизма, крупная фигура среди салонных мастеров пореформенной эпохи; старший брат революционера Павла Якоби, сожитель писательницы Александры Пешковой-Толиверовой. Академик (с 1868) и профессор (с 1871) Императорской Академии художеств, один из членов-учредителей Товарищества передвижников (в 1870–1872).

## Биография

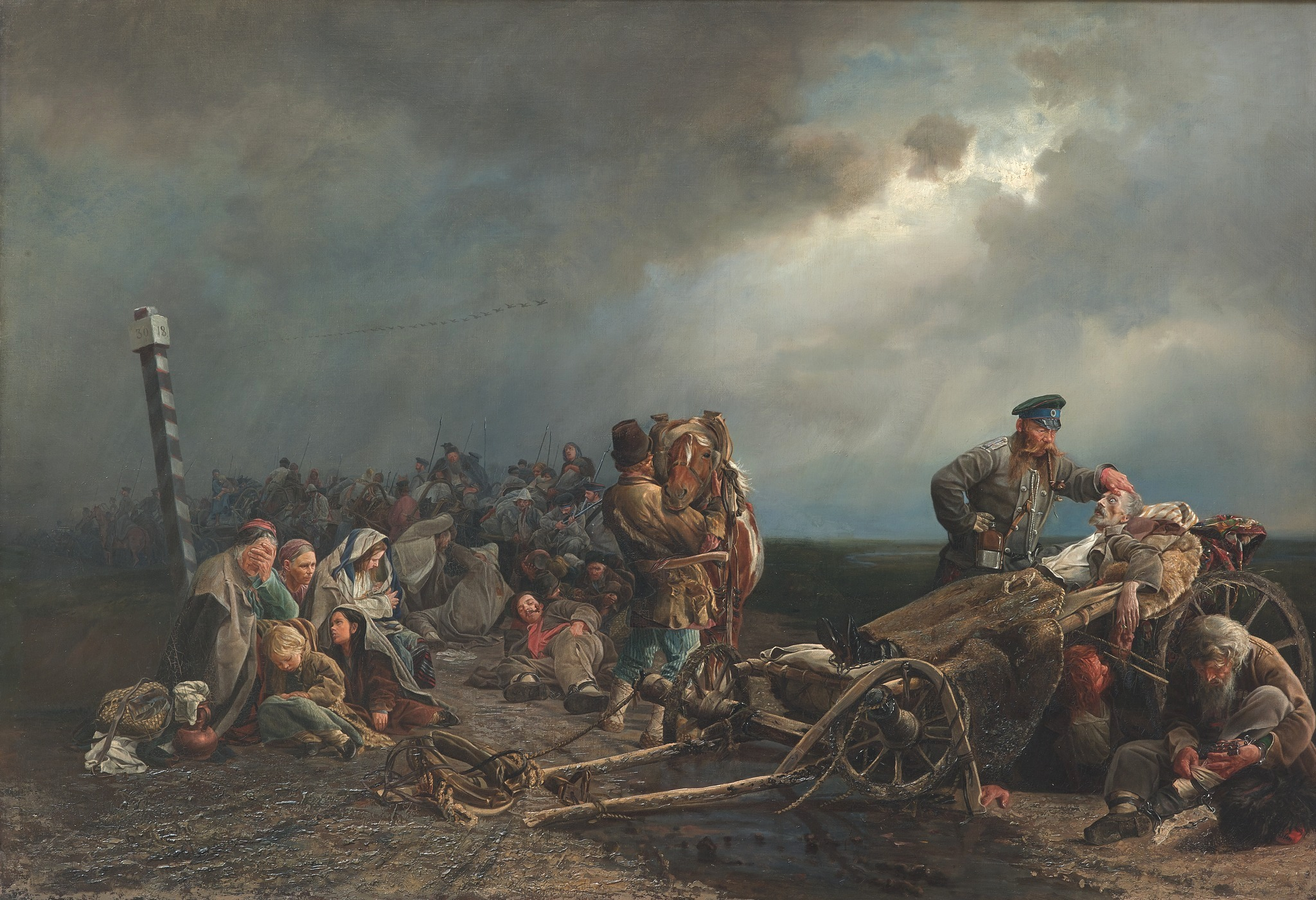
Привал арестантов (1861)

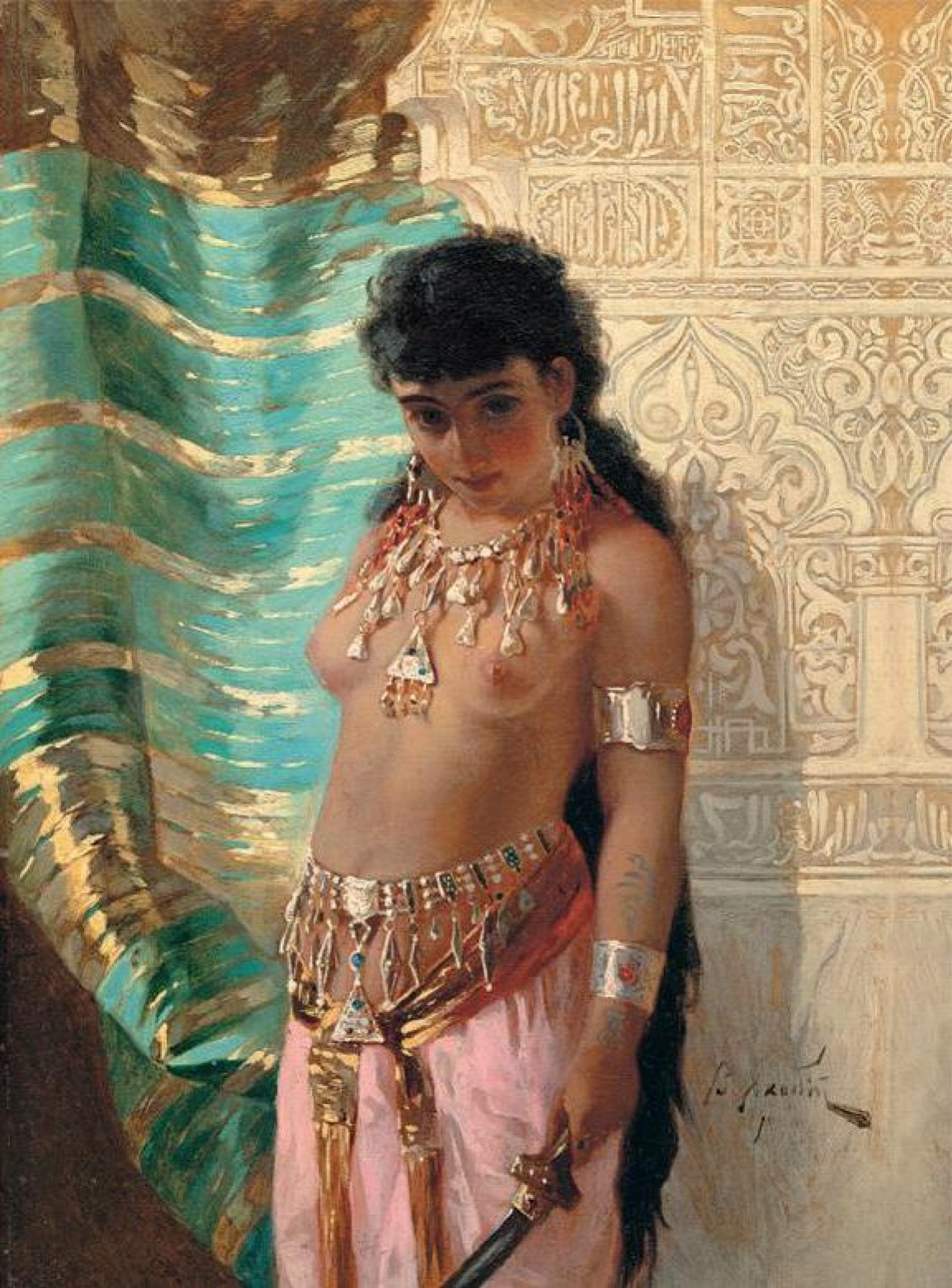
Девушка с саблей (1881)

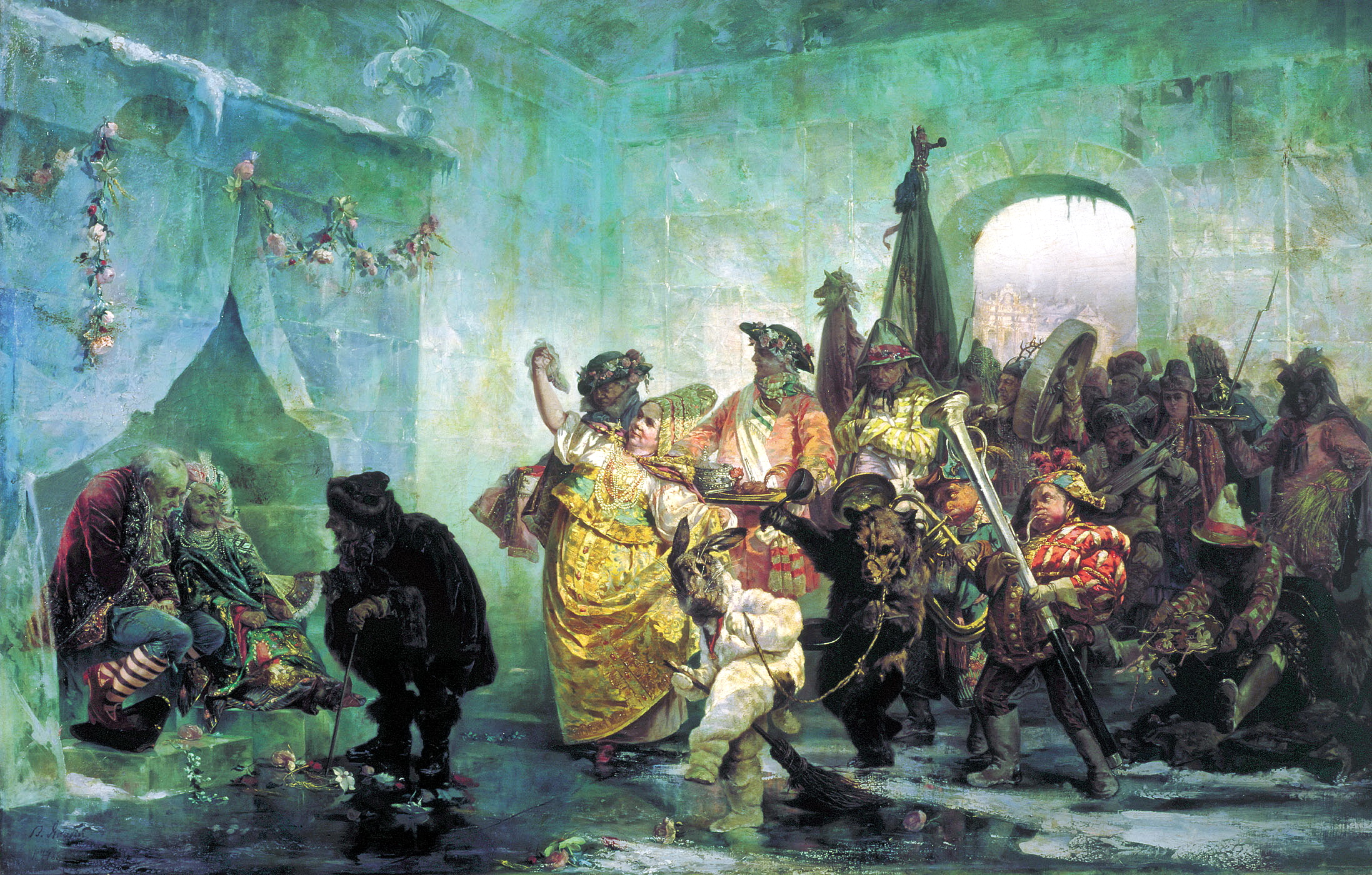
Ледяной дом (1878)

Якобий Валерий Иванович — жанровый и портретный живописец, сын помещика; получив общее образование в казанской гимназии, поступил студентом в Императорский Казанский университет, но не окончил в нём курса. Когда составлялось в Казанской губернии ополчение для участия в Крымской кампании, Якоби записался в него и отправился в его рядах к месту военных действий, но на пути туда был, вместе со своим отрядом, остановлен, так как война прекратилась.
Тогда он решил посвятить себя живописи, любовь к которой чувствовал ещё на школьной скамье, и, прибыв в 1856 году в Санкт-Петербург, стал посещать классы Императорской Академии художеств. Состоя в ней учеником профессора А. Т. Маркова, он прошёл её курс чрезвычайно быстро и получил одну за другой все награды, установленные для полного его окончания, а именно малую серебряную медаль в 1858 году, за картину «Разносчик фруктов» (находится в Третьяковской галерее в Москве), большую серебряную медаль в 1859 году, за картину «Татарин, продавец халатов», малую золотую медаль в 1861 году, за картину «Светлое Воскресенье нищего» и большую золотую медаль в 1861 году, за картину «Привал арестантов» (в Третьяковской галерее), произведшую большое впечатление на публику, живо принимавшую тогда к сердцу вопросы, вызвавшее благотворные реформы императора Александра II, между прочим и вопрос об облегчении участи каторжников и ссыльных.
Вскоре по получении большой золотой медали, Якоби отправился за границу в качестве пенсионера академии. Посетив сперва Германию, он проехал в Швейцарию и работал некоторое время в Цюрихе, под руководством профессора Колера, а затем жил в Париже, Неаполе и Риме. В это время, кроме небольших жанровых картин, им написаны две исторические — «Террористы и умеренные первой французской революции» (в московском публичном музее, самое лучшее из всех произведений художника) и «Кардинал Гиз, получивший голову адмирала Колиньи, убитого в Варфоломеевскую ночь»; последняя, находившаяся на академической выставке 1864 году, доставила Якоби звание академика. Он возвратился в Санкт-Петербург, в 1869 году и через год после того, за картину «Арест герцога Бирона», был возведен в звание профессора, а в 1870 году сделан членом академического совета.
В 1878 году провёл шесть месяцев в Париже в качестве комиссара при русском художественном отделе на тамошней всемирной выставке и члена её международного жюри со стороны России. В 1883 году, оставаясь членом совета академии, был назначен профессором-преподавателем в её классах. С обеих этих должностей он вышел в отставку в 1889 году, ещё до преобразования Академии, и последние годы своей жизни провел отчасти в Петербурге, преимущественно же, по состоянию здоровья — в Алжире и на юге Франции.
Скончался В. И. Якоби 30 апреля [13 мая] 1902 в Ницце; там же и похоронен на кладбище Кокад.
Якоби был человек умный и, бесспорно, даровитый, но чересчур скорое прохождение им художественной школы невыгодно отразилось в его работах: рисовал он очень посредственно, прибегая даже в мелочах к помощи манекена и фотографии, плохо справлялся с перспективой, писал довольно сухо и неуверенно, был цветист в колорите и не силен в светотени, но все эти недостатки старался скрывать занимательностью сюжета, эффектным расположением композиции и нарядностью изображенных костюмов и прочих аксессуаров. Главные его произведения, кроме вышеупомянутых — картины: «Парижский тряпичник перед дверью таверны» (1865, у наследников А. А. Сомова), «Политика после завтрака» (1869, в московском публичном музее), «Волынский в заседании кабинета министров» (1876, у великого князя Николая Константиновича), «Костюмированное утро при дворе императрицы Анны Иоанновны», «Свадьба в Ледяном доме» (1881, в музей императора Александра III, в Санкт-Петербурге) и «Первое торжественное собрание академии художеств» (1889, там же), а также портреты Н. А. Киреева и госпожи Рудзинской с дочерью.
|               | Якоби Валерий Иванович — полная противоположность Виллевальде, типичная фигура художника 50—60-х годов XIX века. Довольно полная фигура с закрученными кверху усиками и эспаньолкой. Одет в чёрный бархатный пиджак, повязанный особо артистическим бантом — белым шёлковым галстуком, кружевные манжеты из-под бархатных рукавов, цепочка от часов со множеством брелоков, вечно надушенный духами, чрезвычайно горделивый вид и сознание собственного достоинства, вид генеральский. Наружному его виду соответствовала и обстановка его мастерской в Академии: громадная комната, напоминающая внутренность Альгамбры с лепными украшениями в мавританском стиле. Посреди комнаты большой фонтан с мраморным бассейном, окружённый тропической растительностью, высокими пальмами. Наверху фонтана статуя девочки работы Чижова. Стены до половины затянуты прекрасными коврами и восточными тканями, вдоль стен мягкие тахты с бесчисленным количеством всевозможных подушек, и на этих подушках восседает сам Валерий Иванович и принимает дам, своих поклонниц, угощая их бульдегом (это такие конфеты)… |
| Н. С. Самокиш | |

## Семья
В. И. Якоби был женат на Александре Николаевне Якоби, впоследствии известной писательнице А. Н. Пешковой-Толиверовой.

## Галерея

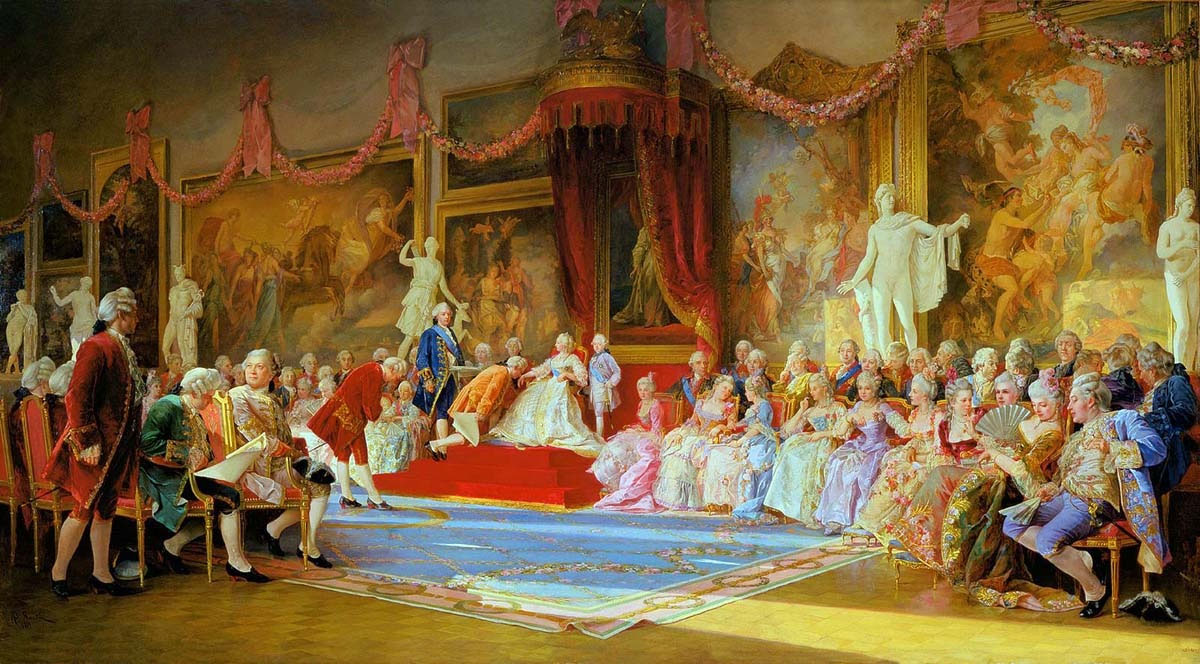
Инаугурация Императорский Академии художеств 7 июля 1765 года[8] (1889)
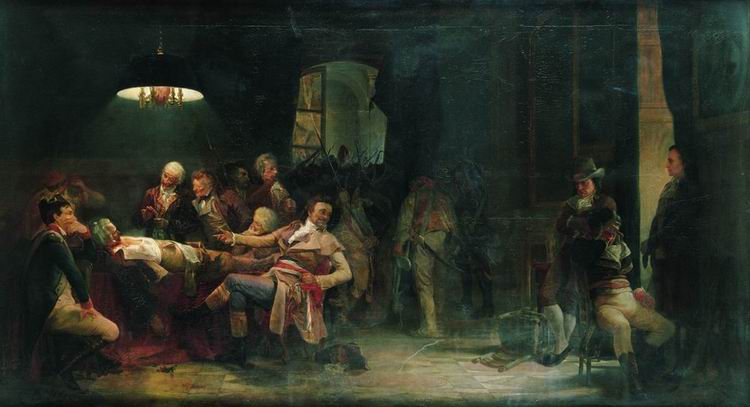
9-е Термидора[1] (1864)
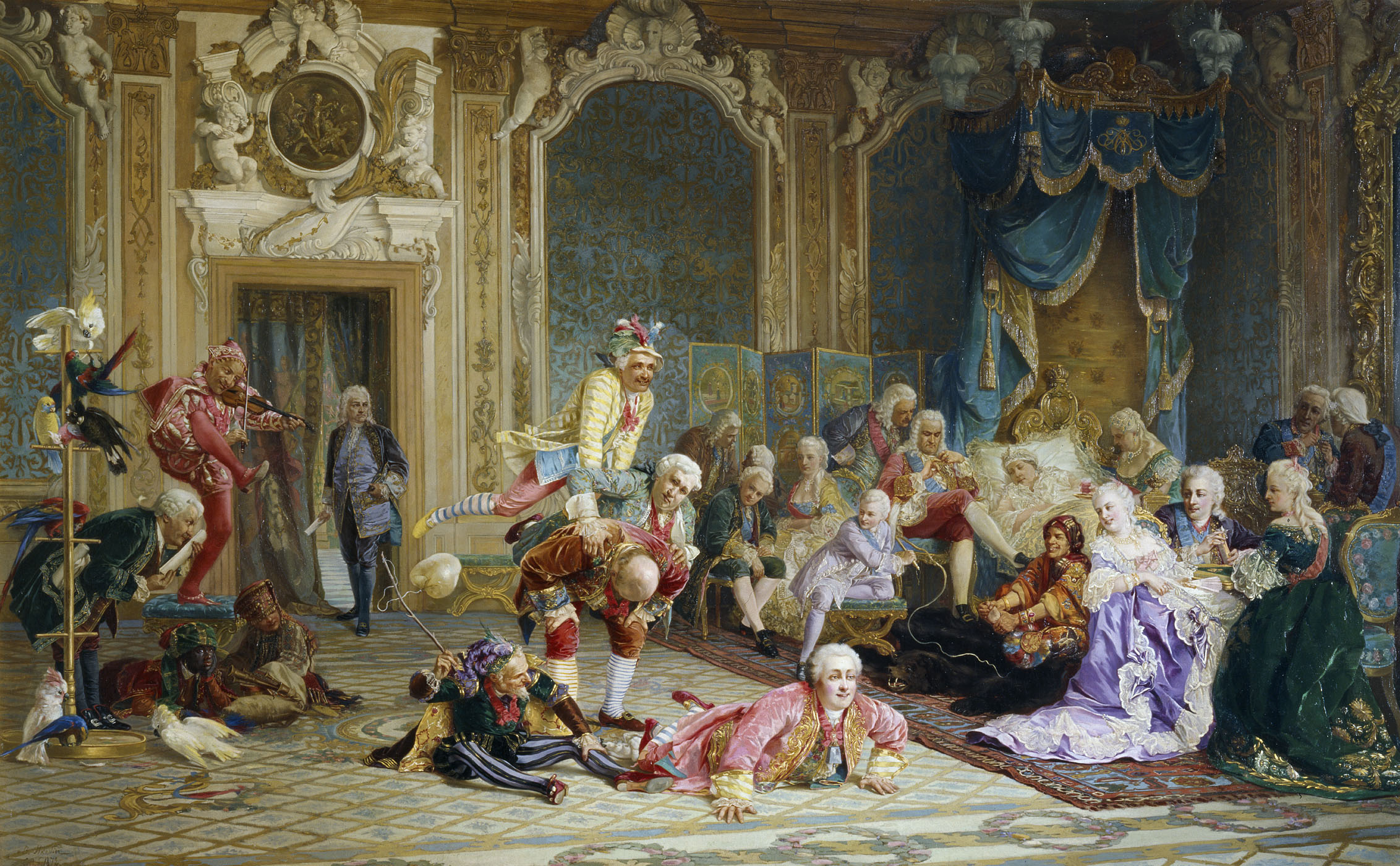
Шуты при дворе императрицы Анны Иоанновны[1] (1872)
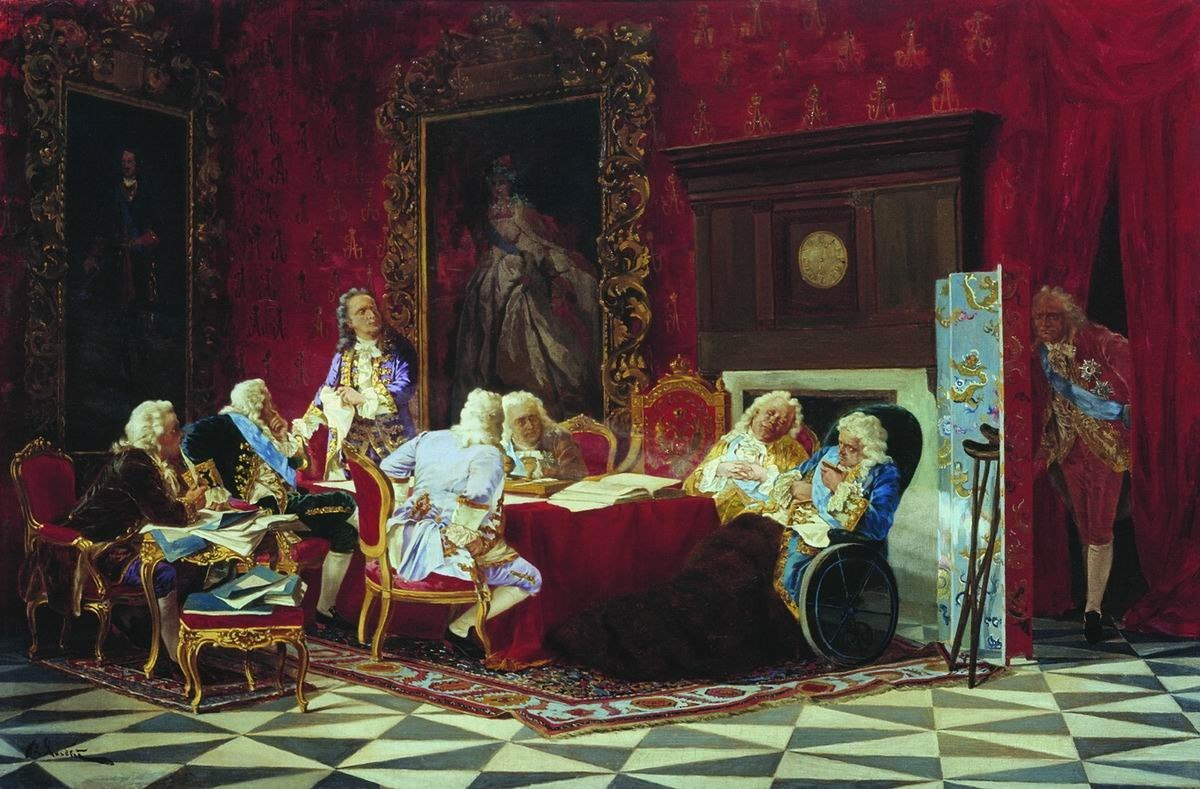
А. П. Волынский на заседании кабинета министров[9] (1889)
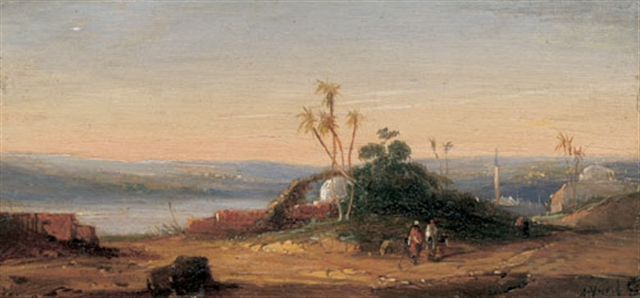
Восточный пейзаж с видом на город и двумя путешественниками на переднем плане[10] (ранее 1902)

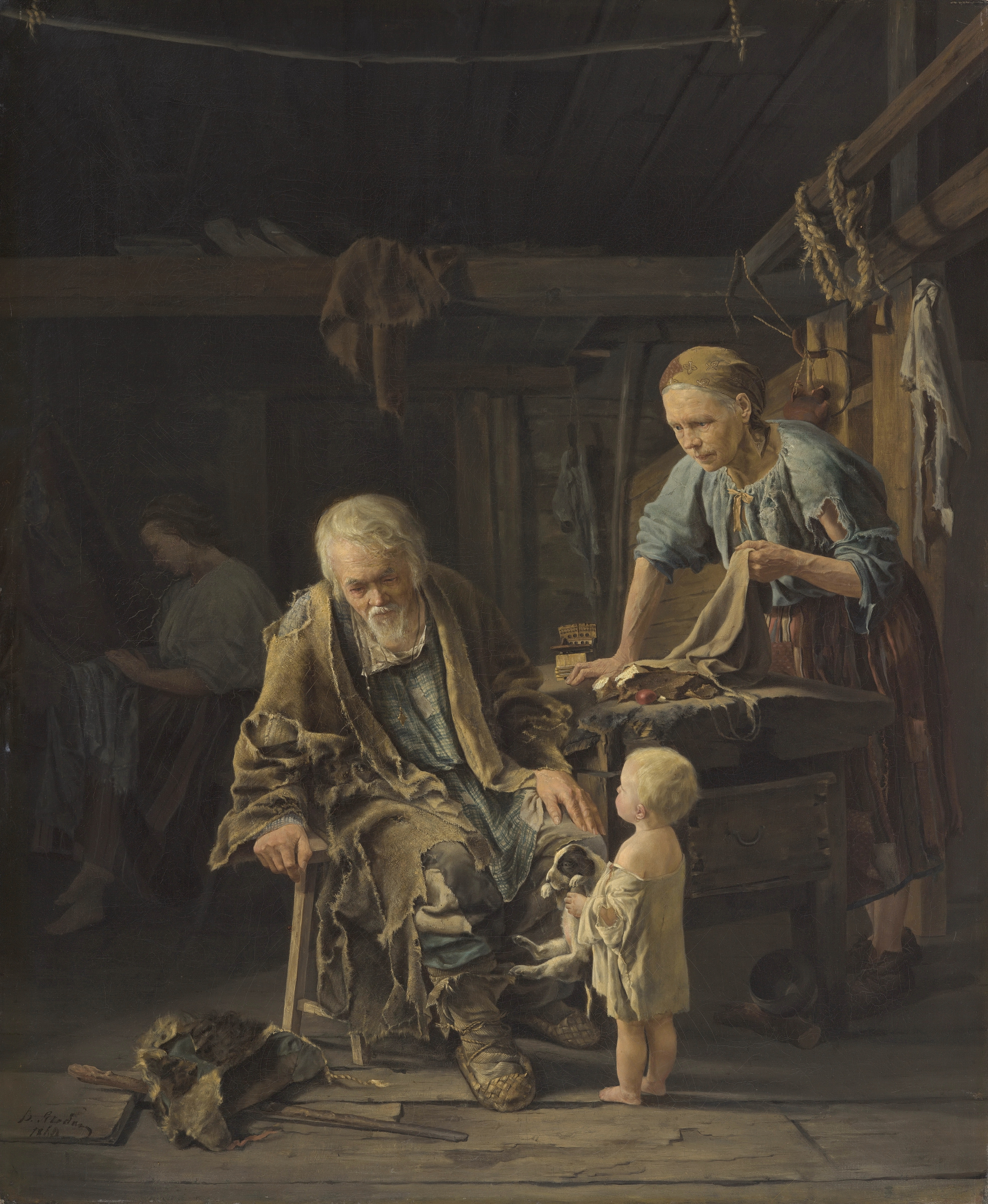
Светлое Воскресенье нищего[2] (1860)
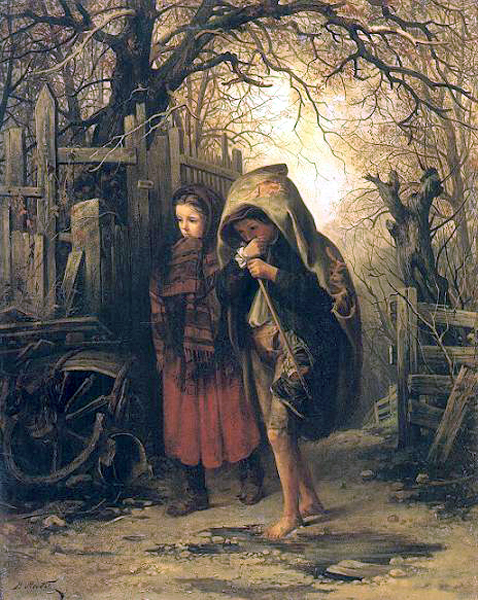
Осень[2] (1865)
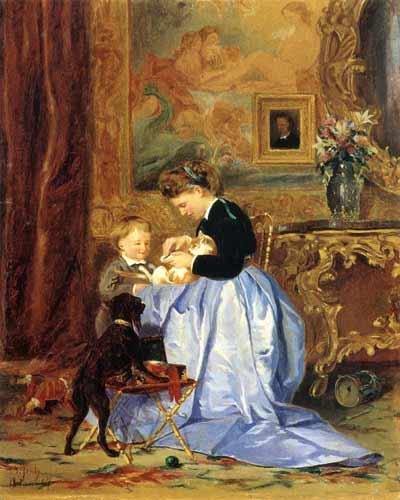
Семья художника[10] (1867)
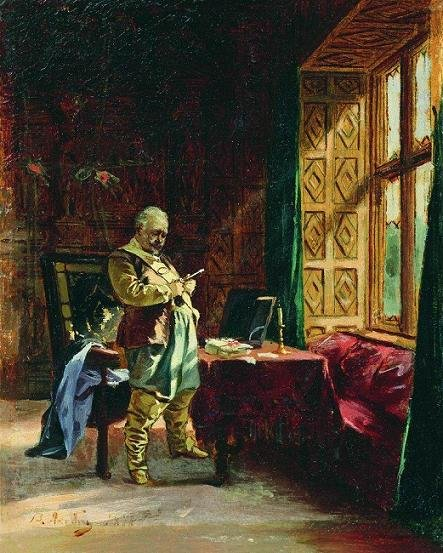
Перед дуэлью[11] (1877)
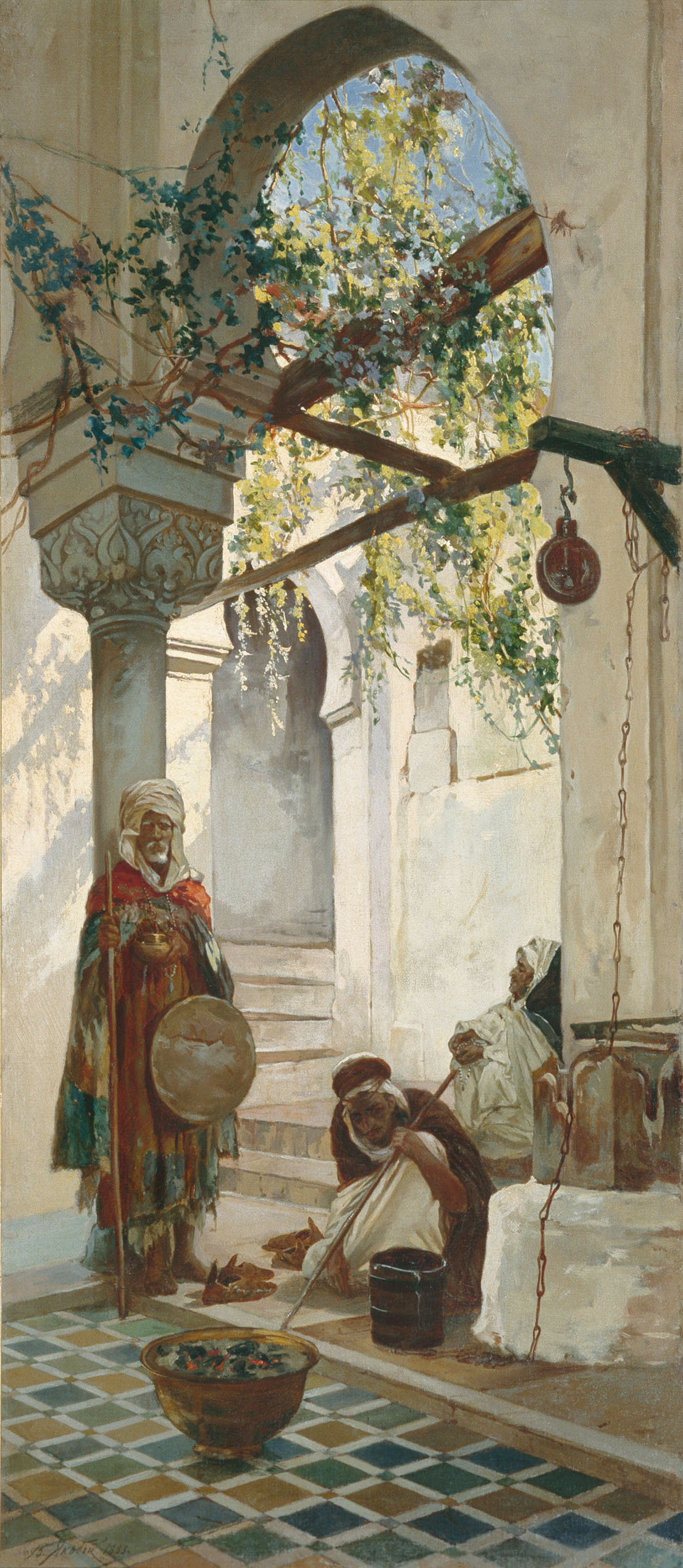
У входа в мечеть[12] (1883)
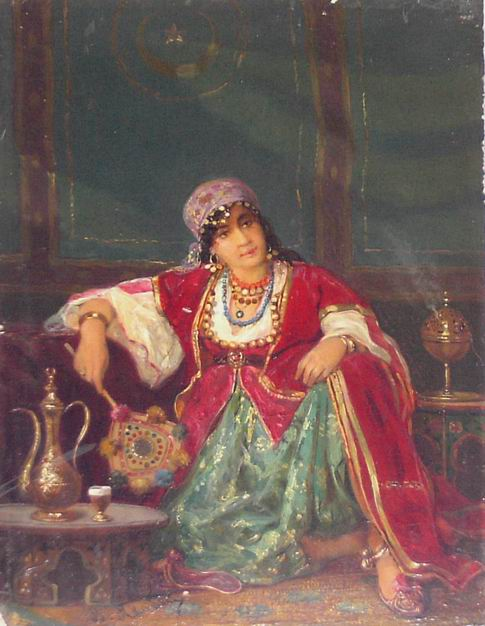
Турчанка[13] (ранее 1902)

## Комментарии
1. ↑  Именование Якоби устоялось в библиографии с советской эпохи; согласно же авторским подписям на большинстве известных работ и упоминаниям в дореволюционной литературе правильнее будет именование Якобий.